# Драгаш (град)
Драгаш (на сръбски: Драгаш или Dragaš; на албански: Sharr или Sharri) е град и административен център на едноименната община Драгаш в Южно Косово. Населението на селището e само 1098 души според преброяването от 2011 г.

## География
Драгаш е разположен на югозапад от Призрен.

## История
Васил Кънчов отбелязва през 1900 година Драгаш сред селата в Гора, населени от българи мохамедани, наричани торбеши. Броят на къщите е 40. Според него у населението е запазено предание за горански княз Павел, управлявал преди османското завоевание, чиято столица е Драгаш.
След Междусъюзническата война селото попада в Сърбия. На етническата си карта на Северозападна Македония в 1929 година Афанасий Селишчев отбелязва Драгаш като българско село.
След фактическото отделяне на Косово от Сърбия градчето е прекръстено на Шар, по името на планината.
Преброяването през 2011 година регистрира в градчето 567 горани, 498 албанци, 18 бошняци, 7 турци, 1 „египтянин“, 1 ром и 6 други.